# Дэйнс, Клэр
Клэр Кэтрин Дэйнс (англ. Claire Catherine Danes; род. 12 апреля 1979, Нью-Йорк, США) — американская актриса театра, кино и телевидения. Обладательница четырёх премий «Золотой глобус» (1995, 2011, 2012, 2013) и трёх «Эмми» (2010, 2012, 2013).

## Биография
Клэр Кэтрин Дэйнс родилась на Манхэттене в семье Кристофера Дэйнса — специалиста по компьютерам, и Карлы Дэйнс — художника и промдизайнера, которая впоследствии была менеджером Клэр. Её дед по отцовской линии Гибсон Дэйнс (1910—1992) был деканом художественно-архитектурной школы в Йельском университете. У неё есть старший брат Аса Дэйнс (род. 1973), который окончил Oberlin College и работает адвокатом на юридическую компанию Paul Hastings. Клэр описывает себя как «WASP до мозга костей».
Дэйнс посещала Dalton School и Professional Performing Arts School в Нью-Йорке, затем привилегированную частную школу Lycée Français de Los Angeles в Лос-Анджелесе. В 1998 году Дэйнс поступила в Йельский университет. После обучения в течение двух лет на психологическом отделении, она оставила университет, чтобы сосредоточиться на актёрской карьере.
Карьера Дэйнс началась с появления в эпизоде телесериала «Закон и порядок». Через два года она появилась в эпизоде другого телесериала Lifestories: Families in Crisis. В 1994 году Клэр снялась в телесериале «Моя так называемая жизнь», который и принёс ей большую популярность. Роль 15-летней Анджелы Чейз, интроспективного и умного подростка, принесла Дэйнс первую статуэтку «Золотого глобуса» и номинацию на «Эмми». Сериал стал культовым, несмотря на то, что было снято всего 19 эпизодов.
После успешного старта на телевидении Дейнс перешла в кино. С 1994 по 1995 год она снялась в нескольких фильмах, среди которых были «Маленькие женщины», «Лоскутное одеяло» и «Семейный праздник». Свою первую главную роль Клэр получила в 1996 году, исполнив роль Джульетты в мелодраме «Ромео + Джульетта». Тогда её партнёром по съёмочной площадке был Леонардо Ди Каприо. Позднее в этом же году она отказалась от предложенной ей главной роли в фильме-катастрофе «Титаник», в итоге доставшейся Кейт Уинслет.
В 1997 году Клэр Дэйнс работала вместе с двумя известными режиссёрами: она появилась в роли изнасилованной женщины Келли Рикер в фильме Фрэнсиса Форда Копполы «Благодетель» и дрянной девушки Дженни в криминальном фильме Оливера Стоуна «Поворот». В 1998 году она приняла участие в экранизации романа Виктора Гюго «Отверженные» и комедийно-драматическом фильме «Польская свадьба».
В 1999 году она дебютировала в озвучивании мультфильма «Принцессы Мононоке». В том же году она играла одну из первых ролей в «Разрушенном дворце» наряду с Кейт Бекинсейл и Биллом Пуллманом. После этого Дэйнс временно прекратила карьеру для продолжения учёбы в Йельском университете.
В 2002 году Дэйнс вернулась в кино. Она играла роль дочери Мерил Стрип в номинировавшемся на «Оскар» фильме «Часы», вместе с Николь Кидман, Джулианной Мур и Эдом Харрисом. В следующем году она снималась в фильмах «Терминатор 3: Восстание машин» и «Красота по-английски». Весьма критично оценивалась её работа в фильмах 2005 года «Продавщица» и «Привет семье!». В 2007 году Дэйнс появилась в фэнтэзи «Звёздная пыль» c Мишель Пфайффер и Робертом де Ниро. Клэр описала фильм как «классическая модель романтической комедии». В этом же году она приняла участие в съёмках триллера «Паства» с Ричардом Гиром.
В 2010 году Дэйнс снялась в биографическом телефильме HBO «Тэмпл Грандин», где она исполнила одноимённую роль женщины-доктора, страдающей аутизмом. Фильм получил массу положительных отзывов, а Тэмпл Грандин собственной персоной высоко оценила игру Клэр. Актриса была удостоена всех ключевых теленаград США: «Золотого глобуса» и первых в её карьере «Эмми» и премии Гильдии киноактёров США. В 2010 году она получила роль в новом телесериале канала Showtime под названием «Родина», в котором играет агента ЦРУ Кэрри Мэтисон. За главную роль Дэйнс вновь выиграла премии «Эмми» и «Золотой глобус».
В 2022 году Дейнс получила роль в сериале Стивена Содерберга «Замкнутый круг».
Помимо кино и телевидения, Дэйнс принимала участие и в различных театральных постановках. В постановках «Happiness», «Punk Ballet» и «Kids On Stage» она поставила свой собственный танец. В сентябре 2007 года Дэйнс дебютировала на Бродвее в пьесе Бернарда Шоу «Пигмалион» в роли Элизы Дулитл. В 1997 году она написала предисловие к книге Нила Геймана «Death: The Time of Your Life».
24 сентября 2015 года Клэр Дэйнс получила свою звезду на «Аллее славы» в Голливуде.

## Личная жизнь
В течение шести лет Клэр встречалась с австралийским певцом Беном Ли, но в 2003 году их отношения завершились. Некоторое время она встречалась с коллегой по фильмам «Красота по-английски» и «Принцесса Мононоке» Билли Крудапом. В декабре 2006 года они расстались.
С сентября 2009 года Клэр замужем за актёром Хью Дэнси, с которым она встречалась два года до их свадьбы. Их старший сын Сайрус Майкл Кристофер Дэнси родился 17 декабря 2012 года. 18 апреля 2018 года во время радиошоу Говарда Стерна Клэр объявила о том, что они с мужем ожидают второго ребёнка. Второй сын Роуэн Дэнси появился на свет 27 августа 2018 года.  Летом 2023 года родился третий ребёнок.
Они живут в Нью-Йорке.

## Фильмография
| Год       | Русское название              | Оригинальное название                | Роль                          |
| --------- | ----------------------------- | ------------------------------------ | ----------------------------- |
| 1993      | —                             | Geoffrey Beene 30                    | девушка                       |
| 1994      | Маленькие женщины             | Little Women                         | Бет Марч                      |
| 1994—1995 | Моя так называемая жизнь      | My So-Called Life                    | Анжела Чейз                   |
| 1995      | Лоскутное одеяло              | How to Make an American Quilt        | Глейди Джо Клири в молодости  |
| 1995      | Домой на праздники            | Home for the Holidays                | Китт Ларсон                   |
| 1995      | —                             | Dead Man’s Jack                      |                               |
| 1995      | Надоедливый поклонник         | The Pesky Suitor                     |                               |
| 1996      | Люблю тебя, не люблю тебя     | I Love You, I Love You Not           | Дейзи/Нана в молодости        |
| 1996      | Ромео + Джульетта             | William Shakespeare’s Romeo + Juliet | Джульетта Капулетти           |
| 1996      | Джиллиан на день рождения     | To Gillian on Her 37th Birthday      | Рейчел Льюис                  |
| 1997      | Принцесса Мононоке            | Princess Mononoke                    | голос Сэн (английский дубляж) |
| 1997      | Поворот                       | U-Turn                               | Дженни                        |
| 1997      | Благодетель                   | The Rainmaker                        | Келли Райкер                  |
| 1998      | Отверженные                   | Les Misérables                       | Козетта                       |
| 1998      | Польская свадьба              | Polish Wedding                       | Гала                          |
| 1999      | Отряд «Стиляги»               | The Mod Squad                        | Джули Барнс                   |
| 1999      | Разрушенный дворец            | Brokedown Palace                     | Элис Марано                   |
| 2002      | Игби идёт ко дну              | Igby Goes Down                       | Суки Сапперштейн              |
| 2002      | Часы                          | The Hours                            | Джулия Воган                  |
| 2003      | Всё о любви                   | It’s All About Love                  | Элена                         |
| 2003      | Неисправимый оптимист         | The Rage In Placid Lake              | девушка на семинаре           |
| 2003      | Терминатор 3: Восстание машин | Terminator 3: Rising Machines        | Кэтрин Брюстер                |
| 2004      | Красота по-английски          | Stage Beauty                         | Мария                         |
| 2005      | Продавщица                    | Shopgirl                             | Мирабель Батерсфилд           |
| 2005      | Привет семье!                 | The Family Stone                     | Джули Мортон                  |
| 2007      | Вечер                         | Evening                              | Энн Грант                     |
| 2007      | Паства                        | The Flock                            | Эллисон                       |
| 2007      | Звёздная пыль                 | Stardust                             | Ивэйн                         |
| 2008      | Я и Орсон Уэллс               | Me and Orson Welles                  | Соня Джонс                    |
| 2010      | Тэмпл Грандин                 | Temple Grandin                       | Тэмпл Грандин                 |
| 2011—2020 | Родина                        | Homeland                             | Кэрри Мэтисон                 |
| 2013      | Крут как я                    | As Cool As I Am                      | Лэйни Даймонд                 |
| 2018      | Такой ребёнок, как Джейк      | A Kid Like Jake                      | Алекс Уиллер                  |
| 2022      | Змей в Эссексе                | The Essex Serpent                    | Кора Сиборн                   |
| 2022      | Флейшман в беде               | Fleishman Is in Trouble              | Рэйчел                        |
|           | Зверь во мне                  | The Beast in Me                      | Эгги Виггс                    |

## Награды и номинации

### Награды
- 1995 — Премия «Золотой глобус» — лучшая женская роль в телевизионном сериале (драма), за телесериал «Моя так называемая жизнь»
- 2010 — Премия «Эмми» — лучшая женская роль в мини-сериале или фильме, за фильм «Тэмпл Грандин»
- 2011 — Премия «Золотой глобус» — лучшая женская роль в мини-сериале или телефильме, за фильм «Тэмпл Грандин»
- 2011 — Премия Гильдии киноактёров США — лучшая женская роль в телефильме или мини-сериале, за фильм «Тэмпл Грандин»
- 2012 — Премия «Золотой глобус» — лучшая женская роль в телевизионном сериале (драма), за телесериал «Родина»
- 2012 — Премия «Эмми» — лучшая женская роль в драматическом телесериале, за телесериал «Родина»
- 2013 — Премия «Золотой глобус» — лучшая женская роль в телевизионном сериале (драма), за телесериал «Родина»
- 2013 — Премия «Эмми» — лучшая женская роль в драматическом телесериале, за телесериал «Родина»
- 2013 — Премия Гильдии киноактёров США — лучшая женская роль в драматическом сериале, за телесериал «Родина»

### Номинации
- 1995 — Премия «Эмми» — лучшая женская роль в драматическом телесериале, за телесериал «Моя так называемая жизнь»
- 2014 — Премия Гильдии киноактёров США — лучшая женская роль в драматическом сериале, за телесериал «Родина»
- 2014 — Премия «Эмми» — лучшая женская роль в драматическом телесериале, за телесериал «Родина»
- 2015 — Премия «Золотой глобус» — лучшая женская роль в телевизионном сериале (драма), за телесериал «Родина»
- 2015 — Премия Гильдии киноактёров США — лучшая женская роль в драматическом сериале, за телесериал «Родина»
- 2015 — Премия «Эмми» — лучшая женская роль в драматическом телесериале, за телесериал «Родина»
- 2016 — Премия Гильдии киноактёров США — лучшая женская роль в драматическом сериале, за телесериал «Родина»